# František Hoplíček

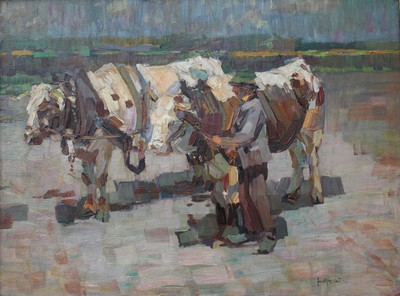
Sedlák s kravami (1911)

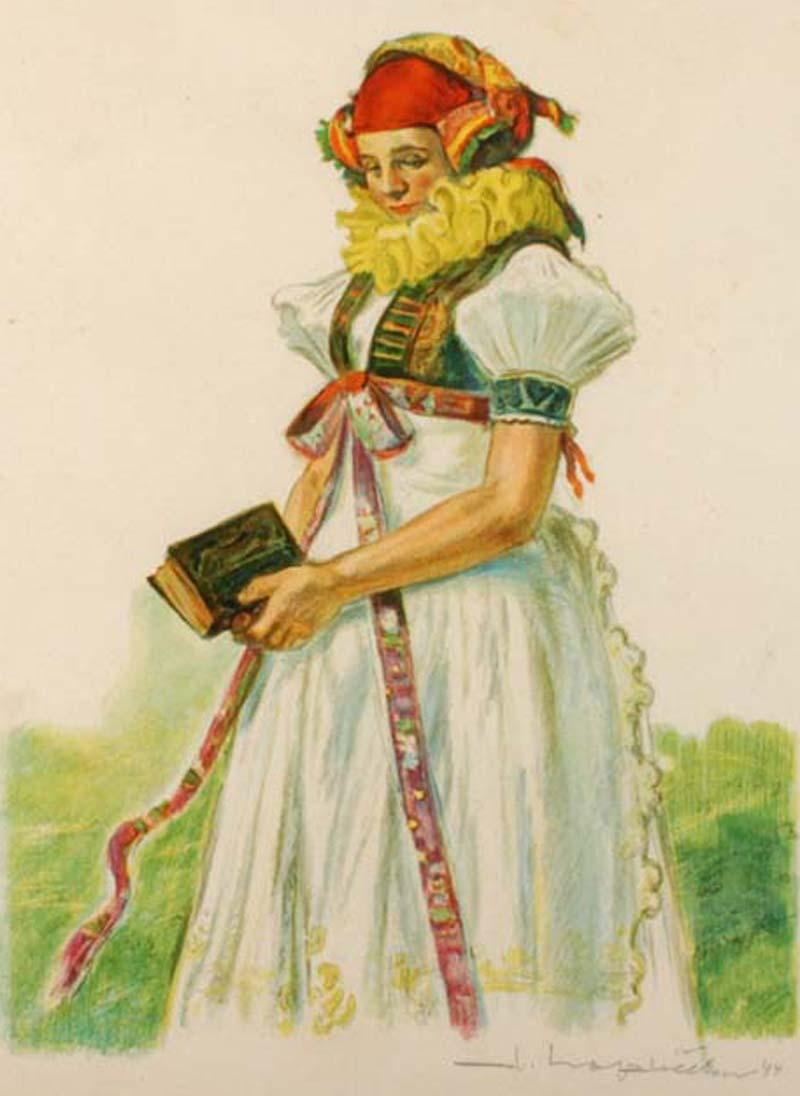
Dívka v kroji, pastel (1944)

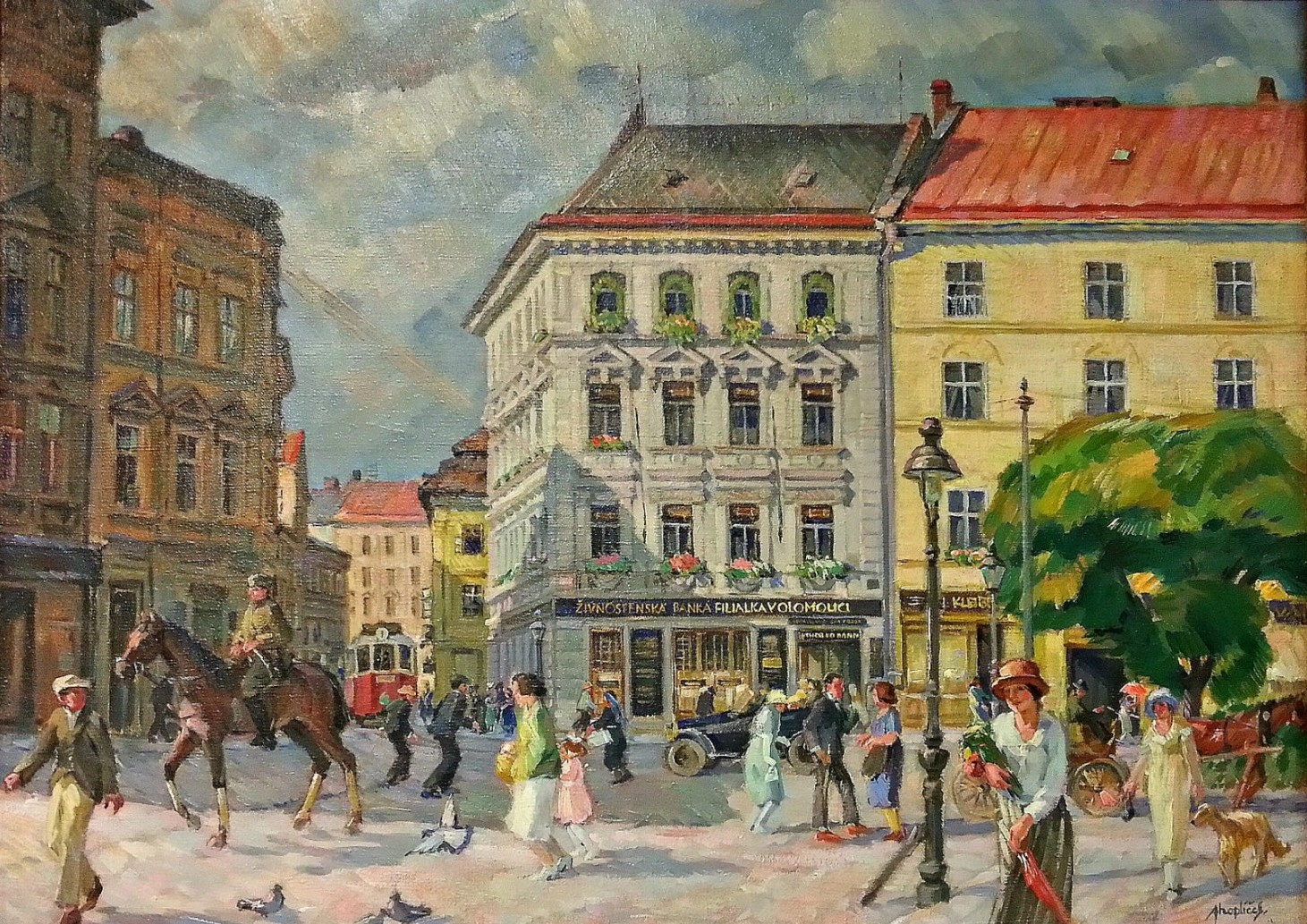
Horní náměstí v Olomouci

František Hoplíček (23. dubna 1890 Zvole – 13. dubna 1946 Olomouc), byl český akademický malíř, grafik a sportovec.

## Život a dílo
Narodil se v malé vesnici Zvole u Šumperku. Vyrůstal v početné rodině, měl pět sourozenců – čtyři bratry (Karla, Ferdinanda, Jana a Josefa) a sestru Annu. Od útlého mládí rád maloval a výtvarný talent byl u něho rozpoznán již na obecné škole v rodné Zvoli učitelem Jakubem Lolkem, jež byl otcem známého malíře Stanislava Lolka. Další studium absolvoval na reálném gymnáziu v Litovli, kde získal i první lekce z kreslení od profesora Otakara Lachmanna.
V roce 1907 odešel do Prahy, kde v letech 1907–1912 studoval na malířské akademii u profesorů Vlaho Bukovace a Rudolfa Ottenfelda. V roce 1906 však zemřel Hoplíčkovi otec a jeho studia podporoval nejstarší bratr Karel. K jeho spolužákům na akademii patřili budoucí malíři O. Koníček, Z. Kratochvíl a A. Zahel. Další výtvarné vzdělání získal na studijních pobytech ve Vídni a Antverpách. V roce 1910 malíř uspořádal svoji první výstavu v Litovli.
Po studiích trvale žil a pracoval v Olomouci, v roce 1920 se oženil s volyňskou Češkou Helenou Lukesleovou a měli spolu jedinou dceru Alenu. Od počátku svého pobytu se věnoval organizaci kulturního života města, v němž měl od roku 1928 soukromou malířskou školu. 
František Hoplíček zemřel po těžké nemoci v Olomouci 13. dubna 1946.

## Dílo

### Výtvarné dílo
Jako malíř se věnoval především figurální a portrétní malbě, v krajinářské tvorbě upřednostňoval rustikální témata, zejména nejrůznější venkovské práce. Maloval obrazy se sportovní tematikou, vytvářel rovněž návrhy na sportovní diplomy a rozsáhlé bylo jeho působení v oblasti užité grafiky.
František Hoplíček byl členem dvou významných umělecký spolků, od roku 1914 byl členem Sdružení výtvarných umělců moravských v Hodoníně a zakládajícím členem Klubu přátel umění v Olomouci. Celoživotní přátelství udržoval se sochařem Juliem Pelikánem.

### Sport
Krom umění byl sport pro Františka Hoplíčka jeho velkou vášní, od mládí aktivně sportoval. Již v době studií v Praze závodil za pražský sportovní klub Slávii, pod pseudonymem „Janík“ se aktivně věnoval lehké atletice. Velmi obstojně vrhal koulí, ale jeho hlavní disciplínou byl hod diskem, v němž byl i jednu dobu rekordmanem. V roce 1920 reprezentoval ČSR na VII. olympijských hrách, kde skončil v hodu diskem na sedmém místě. Olympijských her se účastnil ještě jednou, a to v roce 1932, nikoliv už jako aktivní sportovec. Na X. olympijských hrách, byl vystaven jeho obraz „Běžci u cíle“ v umělecké části olympiády v oboru malířství.

## Posmrtná připomínka
Atletický sportovní klub AK Olomouc dodnes pořádá na jeho počest Memoriál Františka Hoplíčka.

## Výstavy

### Autorské
- 1910 – Litovel
- 1990 – František Hoplíček: Ke 100. výročí narození, Galerie výtvarného umění, Hodonín

### Společné
- 1928 – Československé výtvarné umění 1918 – 1928, Brno (Brno-město)
- 1934 – Vánoční výstava olomouckých výtvarníků, Klub přátel umění v Olomouci, výstavní síň, Olomouc
- 1935 – Vánoční výstava KPU, Klub přátel umění v Olomouci, výstavní síň, Olomouc
- 1936 – Tanec v československém umění výtvarném a ve fotografii, Mánes, Praha
- 1937 – Vánoční výstava výtvarníků KPU, Klub přátel umění v Olomouci, výstavní síň, Olomouc
- 1938 – III. Zlínský salon, Studijní ústav, Zlín
- 1940 – Národ svým výtvarným umělcům, Klub přátel umění v Olomouci, výstavní síň, Olomouc
  - Matka, dítě, rodina ve výtvarném umění, Pavilon ve Smetanových sadech, Olomouc
- 1957 – Julius Pelikán, František Hoplíček: Výběr z díla, Dům umění, Olomouc
  - Julius Pelikán, František Hoplíček: Výběr z díla, Oblastní galerie Vysočiny v Jihlavě, Jihlava
  - Julius Pelikán, František Hoplíček: Výběr z díla, Žďár nad Sázavou
- 1959 – České moderní malířství, Dům umění, Zlín
- 1960 – Výtvarníci pracujícím, Muzeum Mohelnice, Mohelnice
- 1971 – Výtvarné umění Olomoucka 1921 – 1971: Výstava k 50. výročí KSČ, Dům umění, Olomouc
- 1988 – Sociální umění dvacátých let na Moravě, Dům umění města Brna, Brno
- 2007 – 100. výročí založení Sdružení výtvarných umělců moravských v Hodoníně, Galerie výtvarného umění, Hodonín
- 2007/2008 – 100. výročí založení Sdružení výtvarných umělců moravských v Hodoníně, Záhorská galéria Jána Mudrocha, Senica
- 2009/2010 – Antimodernisté, Muzeum umění Olomouc – Muzeum moderního umění, Olomouc
- 2016 – Uhlem, štětcem, skalpelem…, Muzeum umění Olomouc – Muzeum moderního umění, Olomouc

## Díla Františka Hoplíčka v galeriích a muzeích
- Oblastní galerie Vysočiny v Jihlavě
- Muzeum umění Olomouc
- Galerie výtvarného umění v Ostravě
- Galerie výtvarného umění v Hodoníně
- Galerie umění Karlovy Vary
- Krajská galerie výtvarného umění ve Zlíně
- Muzeum města Brna
- Památník národního písemnictví
- Muzeum umění Olomouc

## Galerie

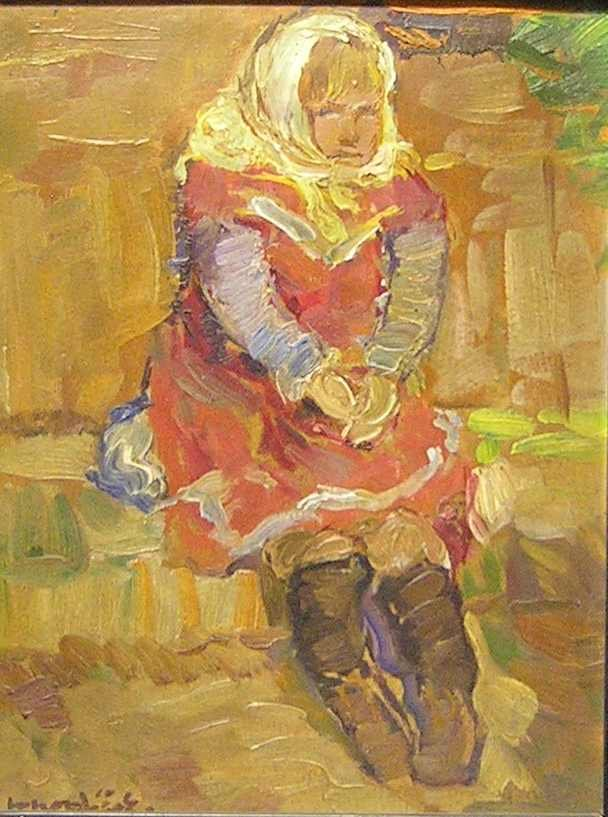
František Hoplíček Děvčátko
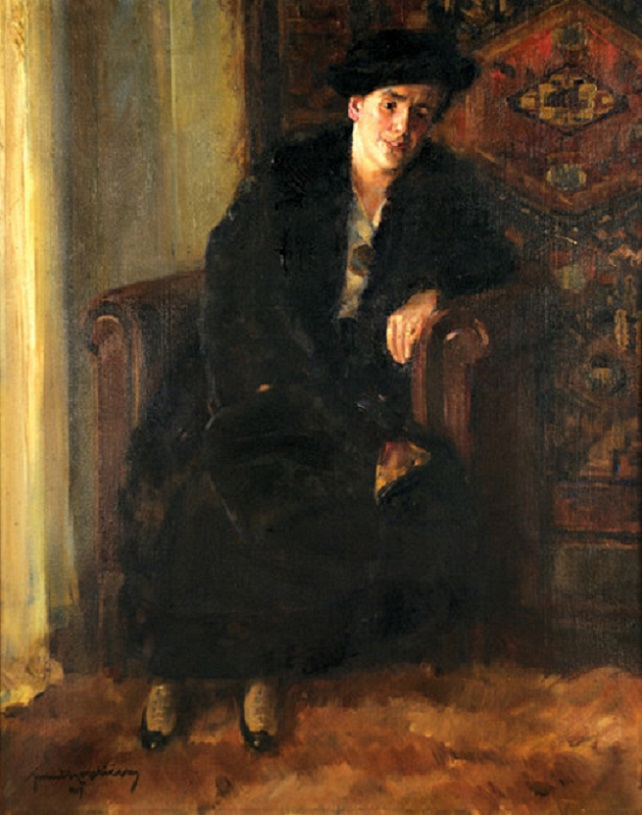
František Hoplíček Dáma v křesle (1919)
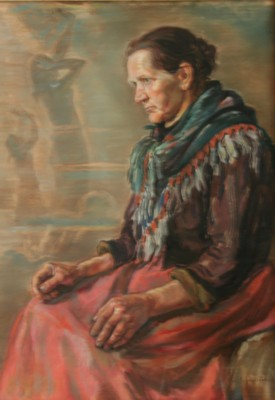
František Hoplíček Moje matka
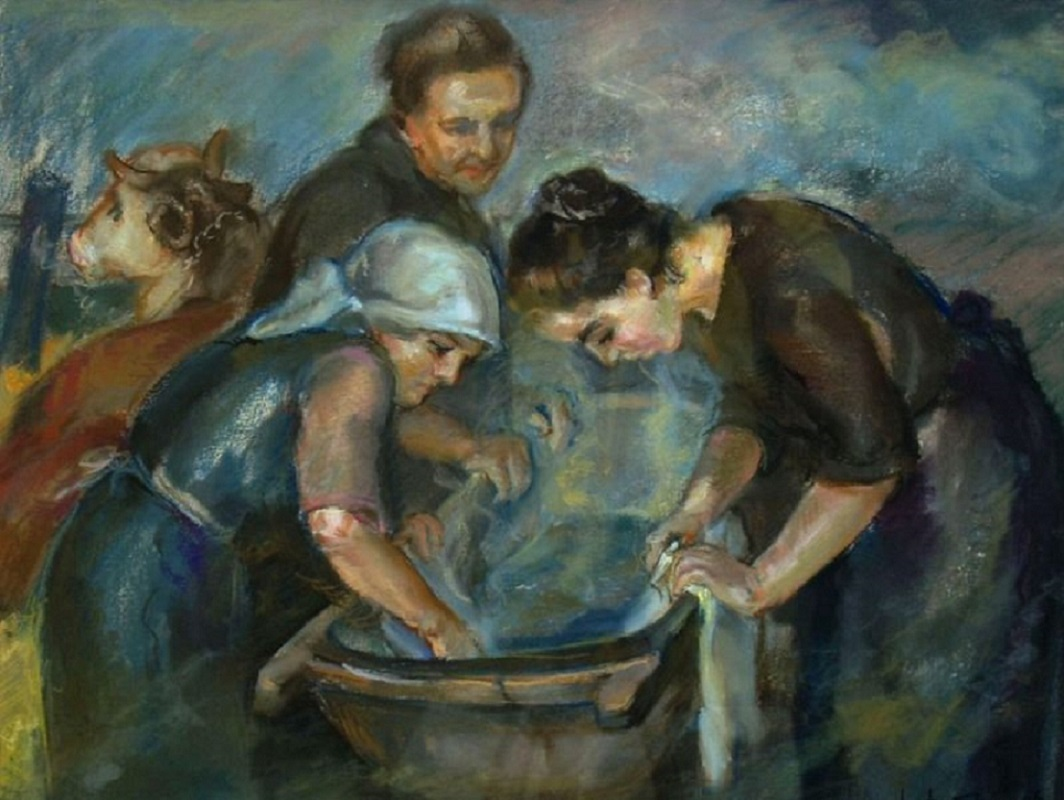
František Hoplíček Pradleny
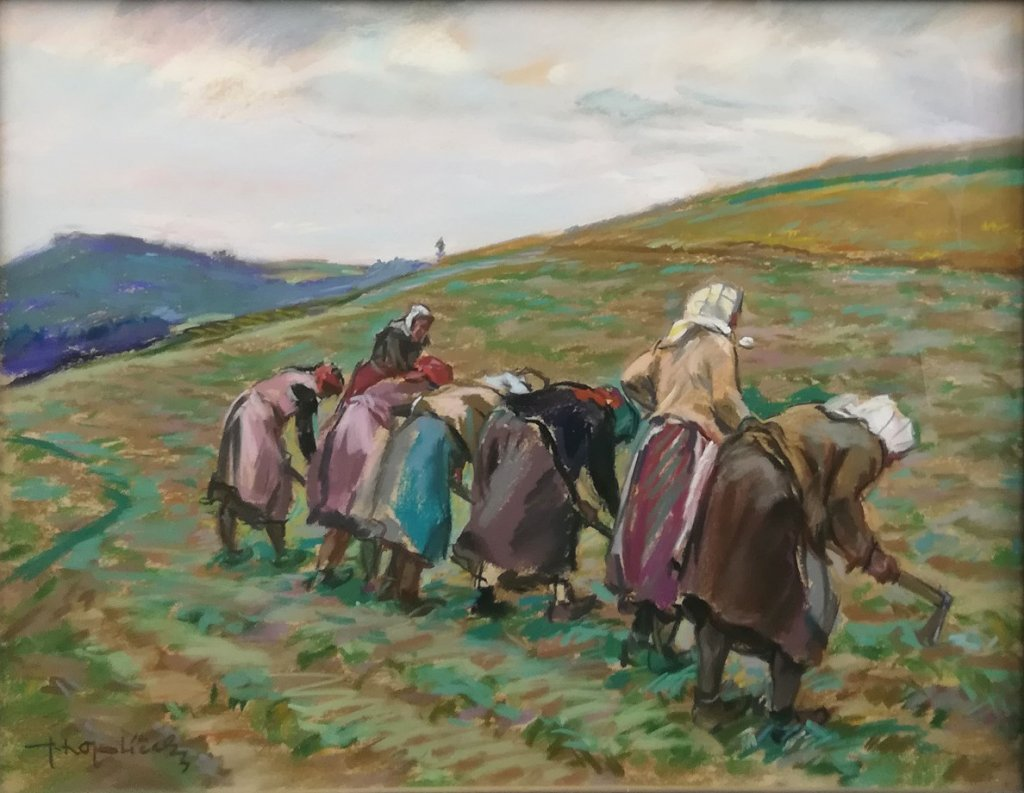
František Hoplíček Ženy na poli
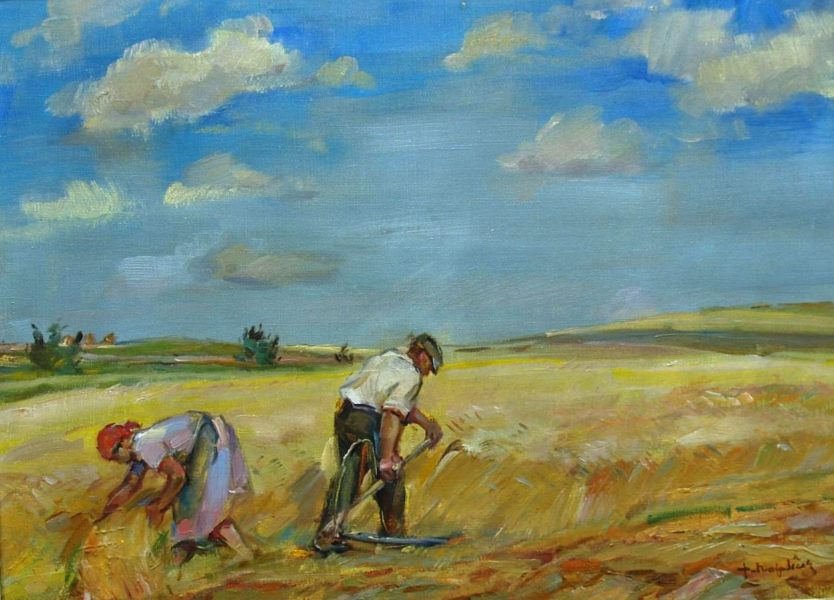
František Hoplíček O žních
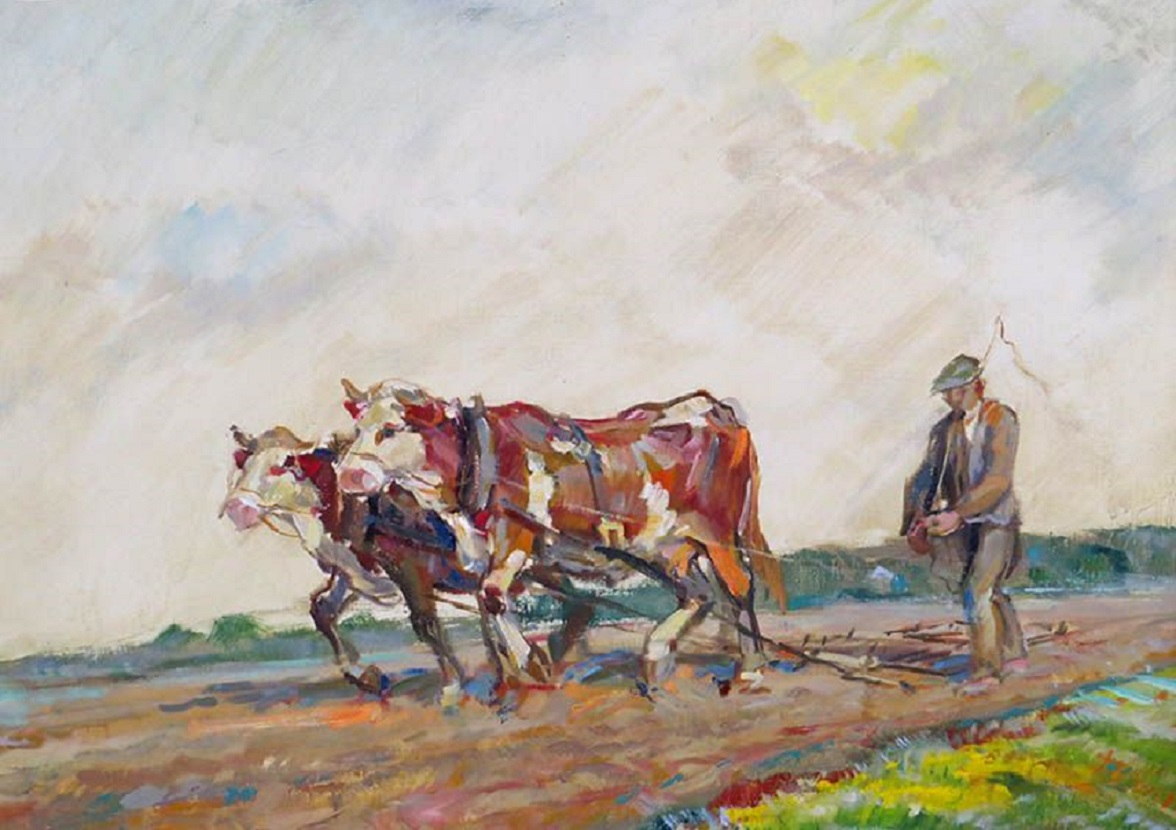
František Hoplíček Podzimní orba
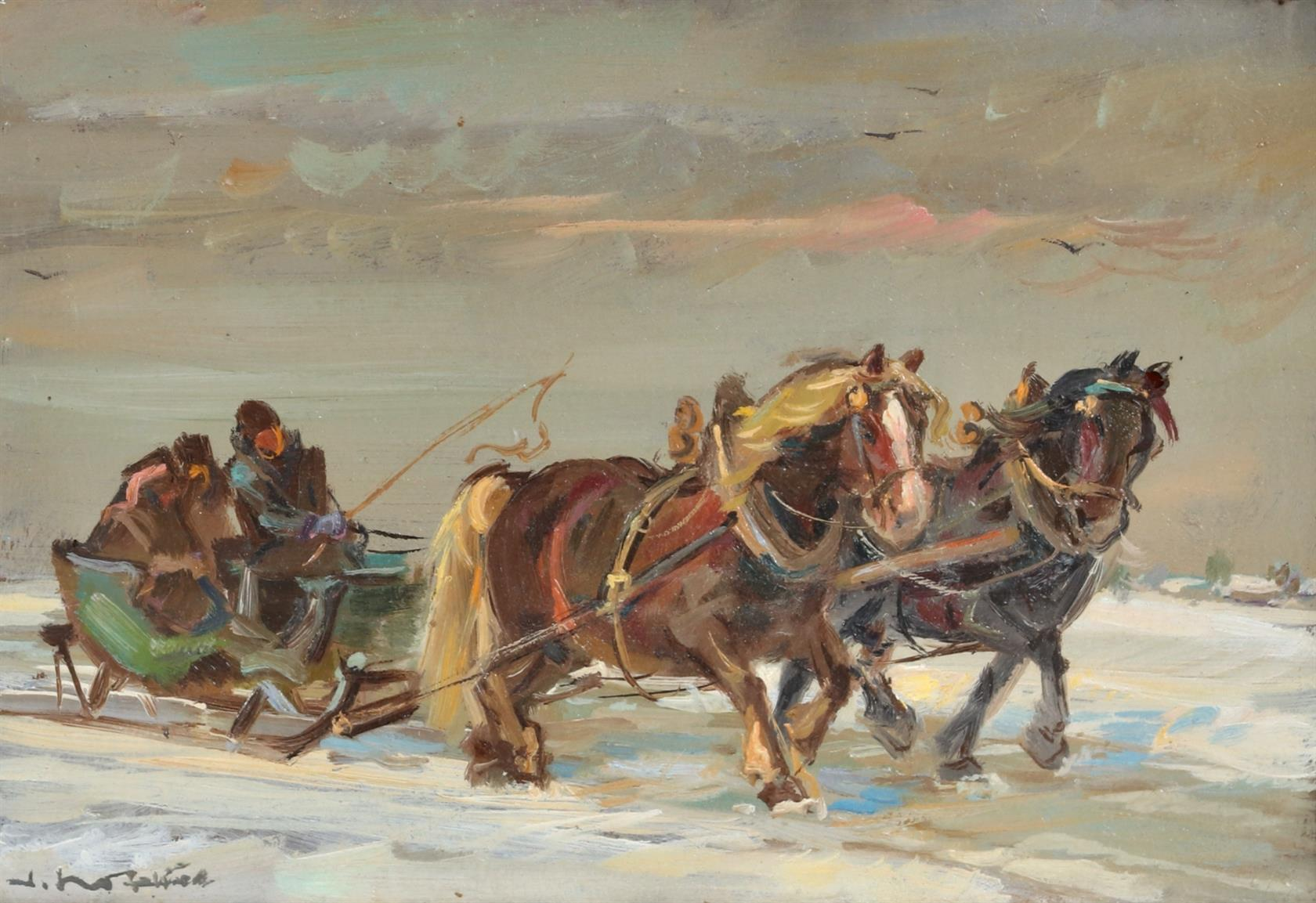
František Hoplíček Na saních
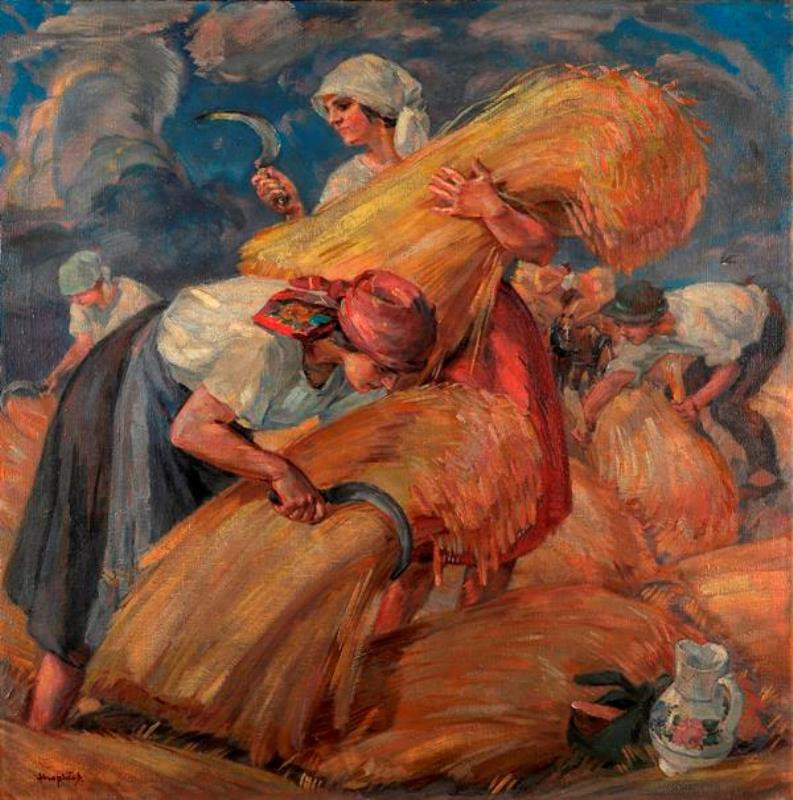
František Hoplíček Žně (1932)
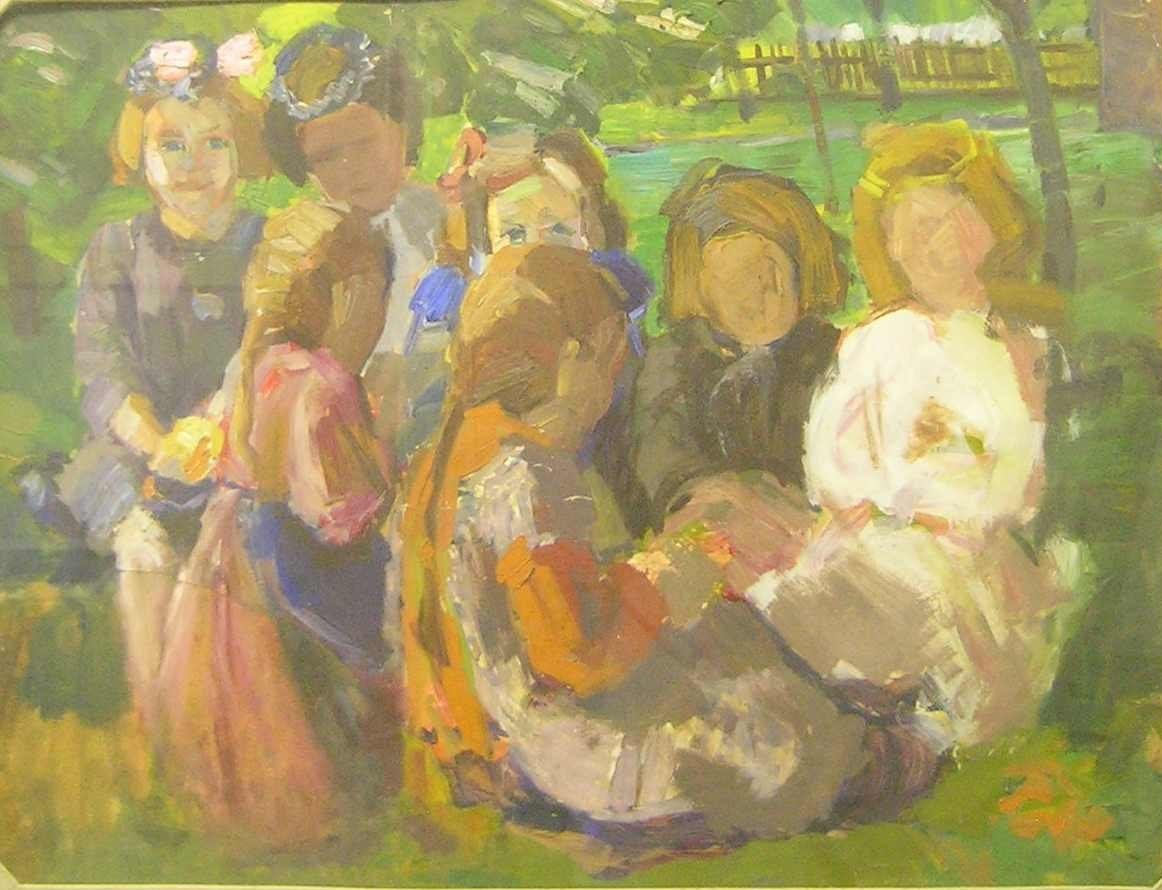
František Hoplíček Děti
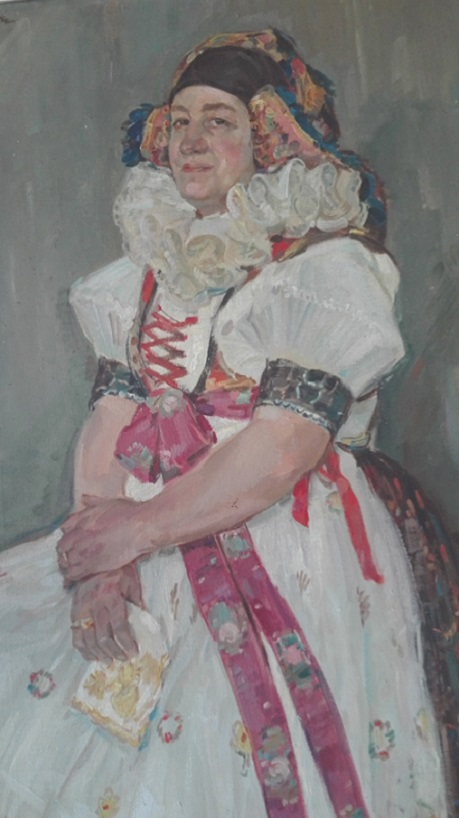
František Hoplíček Hanácká selka
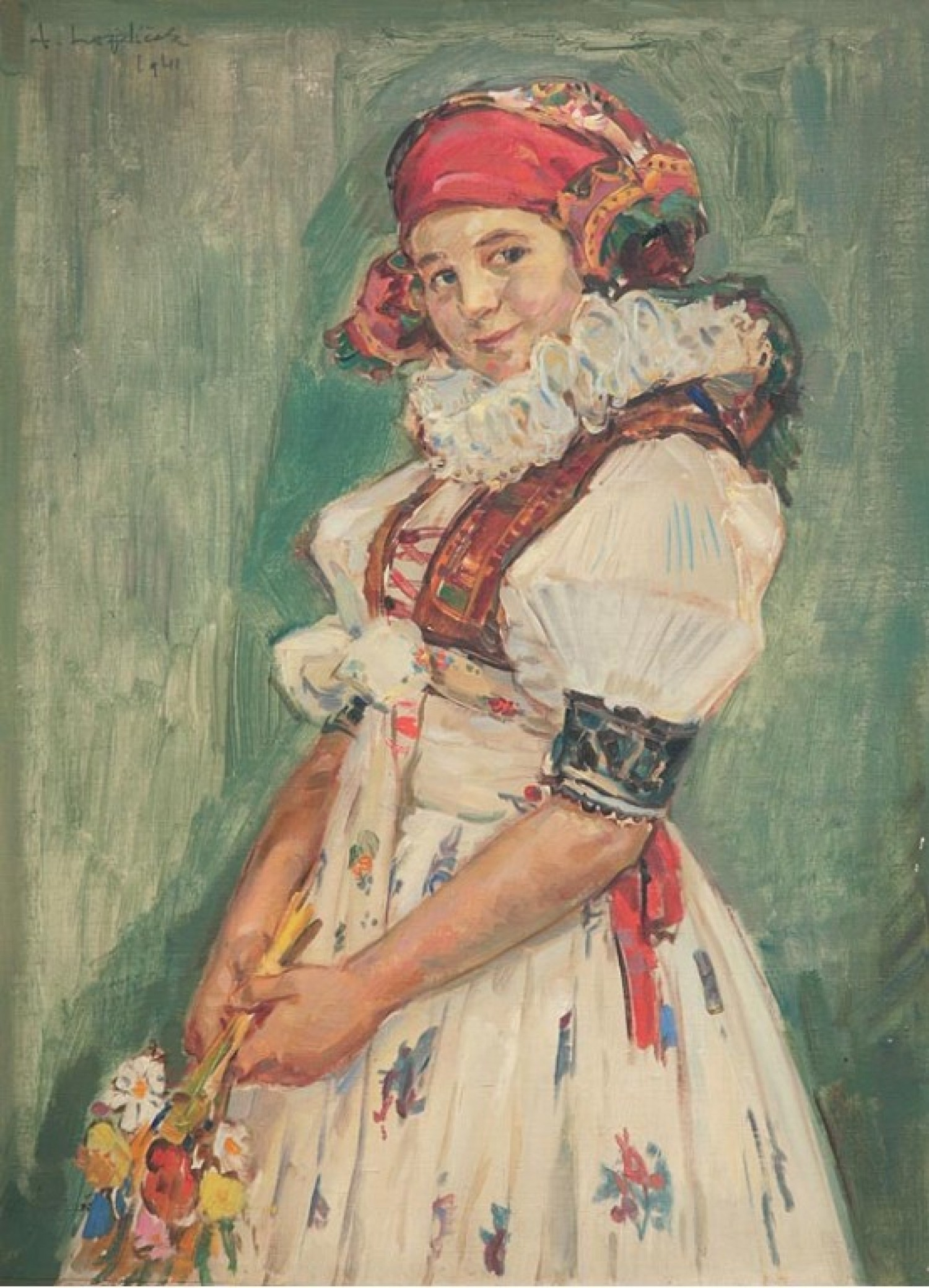
František Hoplíček Hanačka (1941)
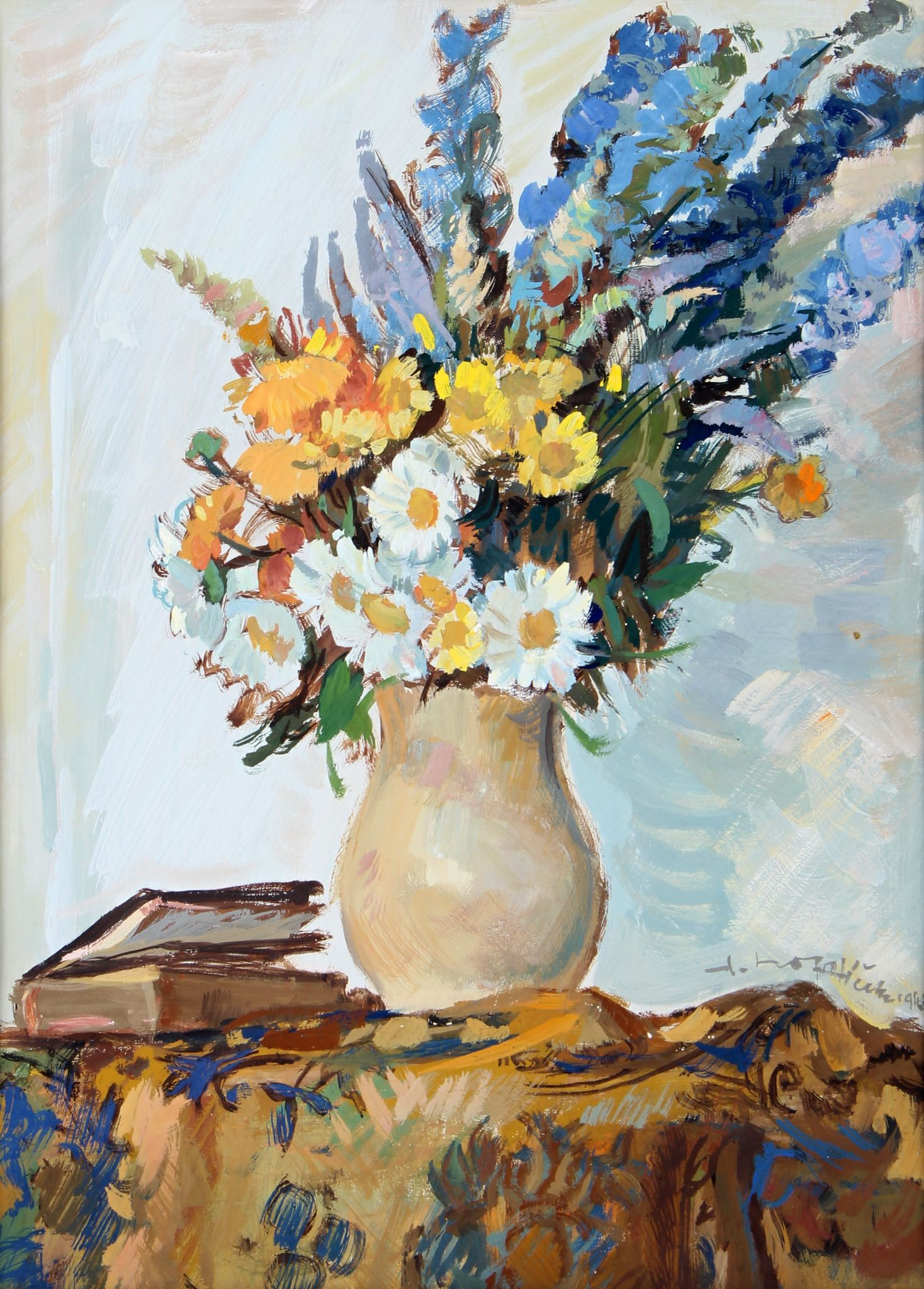
František Hoplíček Zátiší s knihou a kyticí (1943)
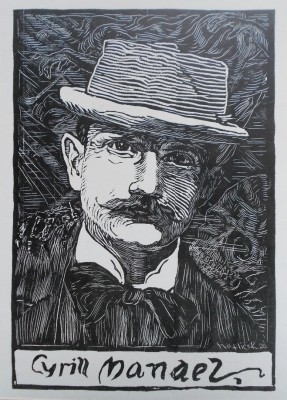
František Hoplíček Portrét Cyrila Mandela (dřevoryt, 1920)
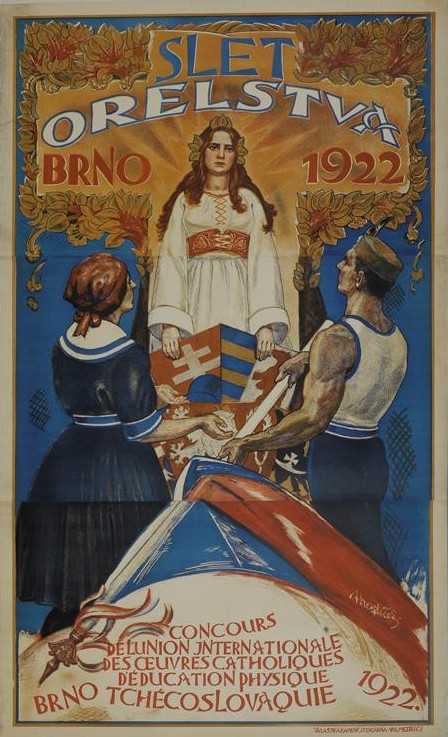
František Hoplíček Sto let orelstva Brno litografie (1922)
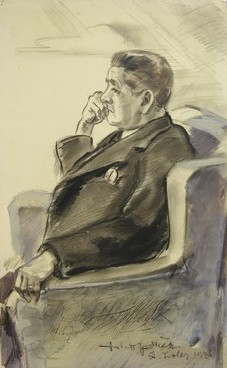
František Hoplíček Stanislav Lolek (1934)
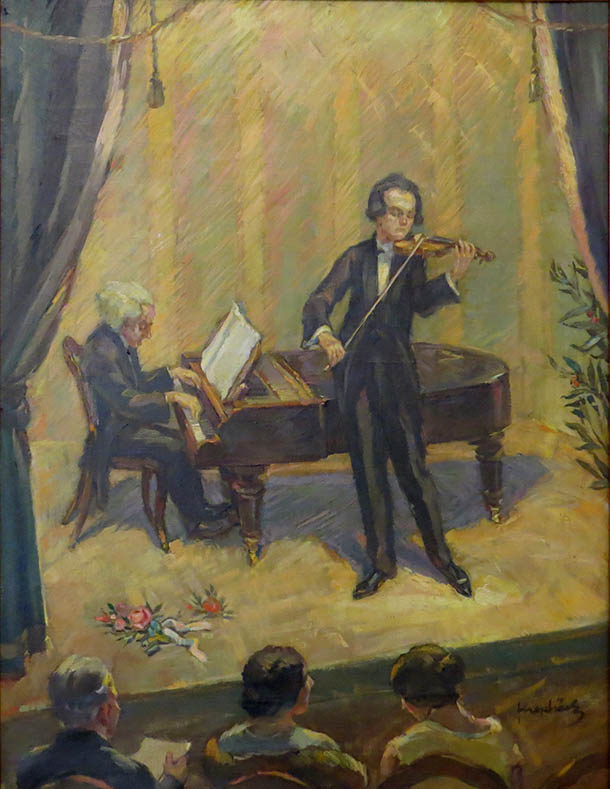
František Hoplíček Jan Kubelík
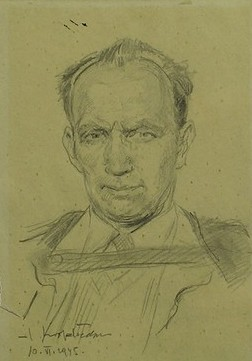
František Hoplíček, Autoportrét, kresba tužkou (1945)